# Punkatasset Hill
Punkatasset Hill est une colline située à Concord, dans le Massachusetts. Elle est l'un des points les plus élevés de la ville avec 96 mètres d'altitude. Punkatasset, mot massachusett, peut se traduire Shallow Brook en anglais.

## Histoire
En 1775, dans le cadre des batailles de Lexington et Concord, les troupes britanniques marchèrent sur Concord et les miliciens américains prirent position au sommet de Punkatasset Hill. Sur la colline, ils reçurent des renforts des villes environnantes et le nombre de soldats a atteint près de 400 hommes. De la position, ils virent la fumée provenant du centre de Concord et, craignant que cela provienne de leurs maisons incendiées, le colonel James Barrett mena sa milice vers la ville.
Plus récemment, Punkatasset Hill et les bois adjacents sont devenus des lieux de randonnée pédestre. Une ancienne piste de ski est également visible.